# Trigonoptera muscifluvis
Trigonoptera muscifluvis là một loài bọ cánh cứng trong họ Cerambycidae.